# Elapomorphus lepidus
Elapomorphus lepidus là một loài rắn trong họ Rắn nước. Loài này được Reinhardt mô tả khoa học đầu tiên năm 1861.